# Little Fauss and Big Halsy
Little Fauss and Big Halsy is een Amerikaanse film uit 1970, geregisseerd door Sidney J. Furie.

## Verhaal
De film vertelt het verhaal van twee motorracers met tegengestelde karakters. Little Fauss (Michael J. Pollard) is een kleine verlegen en naïeve beginneling terwijl Halsy Knox (Robert Redford) een opportunistische rokkenjager is die de regels aan zijn laars lapt. Ze ontmoeten elkaar op een wedstrijd en besluiten om samen naar Californië te gaan om aan de grote races deel te nemen (een van de locaties in de film is de Sears Point Raceway in Californië). Het meisje Rita Nebraska (Lauren Hutton), dat ze onderweg oppikken, zorgt voor de romantische verwikkelingen.

## Rolverdeling
| Acteur             | Personage      |
| ------------------ | -------------- |
| Robert Redford     | Halsy Knox     |
| Michael J. Pollard | Little Fauss   |
| Lauren Hutton      | Rita Nebraska  |
| Noah Beery, Jr.    | Seally Fauss   |
| Lucille Benson     | Fauss          |
| Ray Ballard        | fotograaf      |
| Linda Gaye Scott   | Moneth         |
| Erin O'Reilly      | Sylvene McFall |
| Ben Archibek       | Rick Nifty     |

## Soundtrack
Van de film verscheen een soundtrackalbum met songs van Johnny Cash met Carl Perkins en The Tennessee Three. De titelsong van de film, "The Ballad of Little Fauss and Big Halsy", werd genomineerd voor een Golden Globe Award voor beste originele filmsong.